# Heike Fischer
Heike Fischer, född den 7 september 1982 i Demmin, är en tysk simhoppare.
Hon tog OS-brons i synkroniserade svikthopp i samband med de olympiska simhoppstävlingarna 2008 i Peking.